# Berijev Be-32

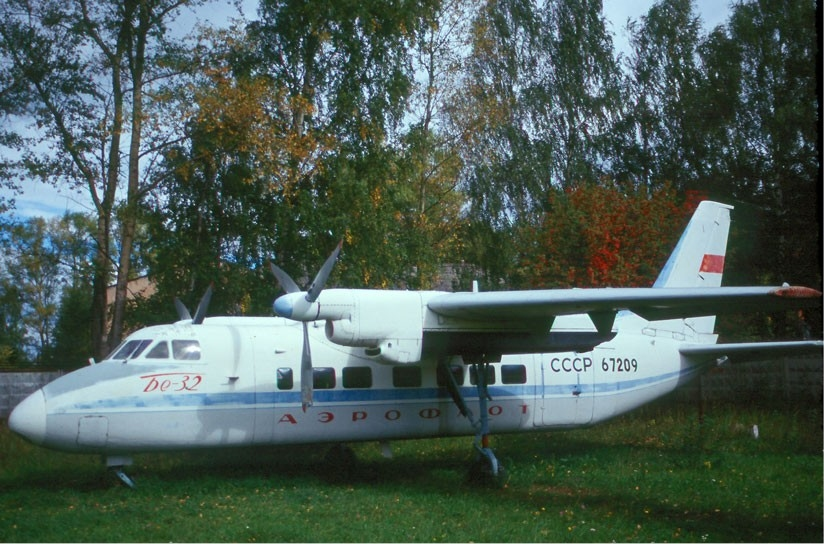
Be-32 v barvách Aeroflotu

Berijev Be-32 je sovětský, resp. ruský malokapacitní dopravní letoun z druhé poloviny šedesátých let 20. století. Svým způsobem se jedná o obměnu stroje Berijev Be-30. Letoun, který vzlétl v roce 1969, byl postupně modernizován, verze od roku 1993 dostala nové motory a avioniku.

## Hlavní technické údaje
- Osádka: 2
- Počet cestujících: 17
- Rozpětí: 17 m
- Délka: 15,7 m
- Výška: 5,52 m
- Nosná plocha: 32 m²
- Hmotnost prázdného letounu: 4600 kg
- Max. vzletová hmotnost: 7600 kg
- Pohonná jednotka: 2 × Klimov PT6A-65B (typ Be-32K 2 × Pratt & Whitney PT6)
  - Výkon pohonné jednotky: 708 kW

### Výkony
- Maximální rychlost: 510 km/h
- Cestovní rychlost: 480 km/h
- Dostup: 4200 m
- Dolet: 2050 km